# Lodewijk Napoleon
Lodewijk Napoleon Bonaparte (oorspronkelijk: Luigi Napoleone Buonaparte) (Ajaccio, 2 september 1778 – Livorno, 25 juli 1846), bijgenaamd de Lamme Koning, Lodewijk de Goede en Konijn van 'Olland , was een jongere broer van keizer Napoleon I en de vader van de latere Franse keizer Napoleon III. Op 5 juni 1806 werd hij op last van zijn broer Napoleon koning van Nederland, dat toen officieel het Koninkrijk Holland heette.
Historici beschouwden hem lange tijd niet als een zelfstandig vorst, maar louter als een gekroonde gouverneur, in dienst van de echte machthebber Napoleon I. Ook zijn echtgenote Hortense beschreef zijn functie op die manier. In de latere geschiedschrijving wordt genuanceerder gedacht over Lodewijk Napoleons regering. De koning van Holland, door zijn onderdanen aanvankelijk gezien als louter zetbaas van Napoleon, maakte zich snel geliefd onder het volk door zijn betrokken optreden bij rampen en de hulp die hij zelf actief bood. Hij probeerde een eigen koers te varen en kwam op voor de belangen van het koninkrijk Holland, tegen de instructies van zijn broer. Dat leidde tot steeds toenemende conflicten tussen de broers. Als gevolg daarvan trad hij op 1 juli 1810 zelf af als teken van protest en kroonde zijn zoon, toen zes jaar oud, tot koning van Holland. Zeeland en Noord-Brabant waren toen al door Napoleon bij Frankrijk ingelijfd. Na Lodewijks aftreden was het hele koninkrijk Holland van 9 juli 1810 tot 21 november 1813 ingelijfd door het Eerste Franse Keizerrijk.

## Jeugd en militaire carrière
Lodewijk (Italiaans: Luigi; Frans: Louis) werd in 1778 geboren op het eiland Corsica als zoon van Carlo Maria Buonaparte en Maria Laetitia Ramolino. Hij was de vijfde in de rij van uiteindelijk acht kinderen. Hij had drie oudere broers, Jozef, Napoleon en Lucien, een oudere zuster, Elisa, twee jongere zusters, Pauline en Carolina, en een jongere broer, Jérôme.
Na de dood van zijn vader in 1785 werd hij opgevoed door zijn oudere broer Napoleon. Hij kwam in 1791 naar het vasteland van Frankrijk, waar hij Frans leerde; zijn moedertaal was Italiaans. Onder zijn broer streed hij in de Italiaanse Veldtocht. In Italië liep hij een seksueel overdraagbare aandoening op, waar zijn gezondheid de rest van zijn leven onder zou lijden. Hij nam ook deel aan de expeditie naar Egypte en hij werd bevorderd tot kolonel. Bij Napoleons keizerskroning in 1804 werd hij brigadegeneraal, Maarschalk van Frankrijk en keizerlijk prins.

## Huwelijk met Hortense

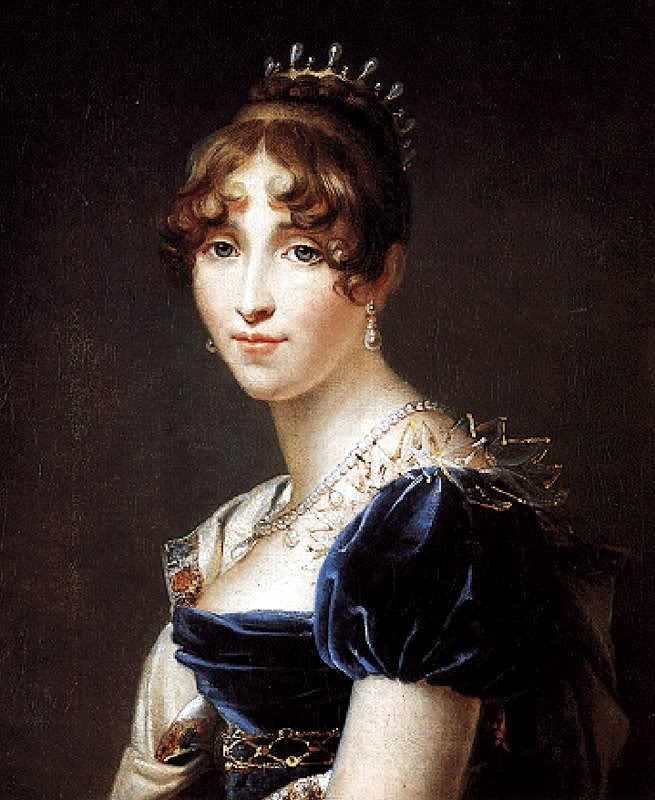
Lodewijks echtgenote Hortense de Beauharnais

Napoleon arrangeerde in 1802 een huwelijk tussen zijn broer Lodewijk en Hortense de Beauharnais, dochter van zijn gemalin Joséphine de Beauharnais. Beide echtgenoten ervoeren het huwelijk als zeer ongelukkig. Hortense hield het niet lang uit bij haar man in Holland en vertrok weer naar Frankrijk, waarna het echtpaar gescheiden leefde. Niettemin kreeg Hortense in 1808 nog een zoon, de latere keizer Napoleon III, wiens vader Lodewijk zou zijn. Over zijn eigen afkomst sprak Napoleon III: "Ik heb het nagerekend".
Hun drie zoons:
- Napoleon Karel Bonaparte (10 oktober 1802 – 4 mei 1807)
- Napoleon Lodewijk II Bonaparte (11 oktober 1804 – 17 maart 1831), groothertog van Berg, begin juli 1810 gedurende twaalf dagen in naam koning van Holland[2]
- Karel Lodewijk Napoleon III Bonaparte (20 april 1808 – 9 januari 1873), keizer der Fransen

's Konings vrouw had een affaire met Charles de Flahaut, die zelf een buitenechtelijke zoon was van de diplomaat Talleyrand, en uit hun liaison werd in 1811 Charles Auguste geboren, de latere hertog van Morny. Lodewijk zag het huwelijk toentertijd als definitief beëindigd, de bevolking zag dat anders en er werd een rijmpje gemaakt dat in de eerste jaren van de 19e eeuw de ronde deed:

| Le Roi de Hollande fait de la contrebande. Et sa femme, ils m'ont dit fait les faux Louis! | De Koning van Holland is een smokkelaar. En zijn vrouw, zo zei men mij, doet in valse Lodewijken ("Faux louis" zijn ook valse munten) |

## Een opgedrongen vorst
Napoleon besloot in 1806 een eind te maken aan de Bataafse Republiek, die een groot deel van het huidige grondgebied van Nederland besloeg, omdat hij in de strategisch gelegen Nederlanden een gezag wenste dat niet tegen zijn belangen zou handelen. Hij stichtte het Koninkrijk Holland en plaatste zijn jongere broer Lodewijk Napoleon op de troon. Door Lodewijk Napoleon tot vorst te benoemen kon de Franse keizer indirect invloed uitoefenen. Door het overlijden van stadhouder Willem V op 9 april 1806 stond niemand Napoleon meer in de weg. De zoon van Willem V, erfprins Willem Frederik, had in tegenstelling tot zijn vader afstand gedaan van zijn rechten in de Nederlanden in ruil voor het vorstendom Fulda. Na een georkestreerd maar formeel verzoek uit Nederland op 5 juni 1806 werd Lodewijk Napoleon koning van Holland.
Lodewijk Napoleon maakte echter bezwaar tegen de plannen van zijn broer. Omdat hij al jaren kwakkelde met zijn gezondheid – reuma dwong hem regelmatig kuuroorden op te zoeken – was hij niet van plan naar Nederland af te reizen. Ook beviel het hem niet dat zijn broer hem als een ondergeschikte behandelde, die zonder inspraak de keizerlijke orders moest uitvoeren. Napoleon was echter onverbiddelijk, en uiteindelijk schikte Lodewijk zich in zijn lot.

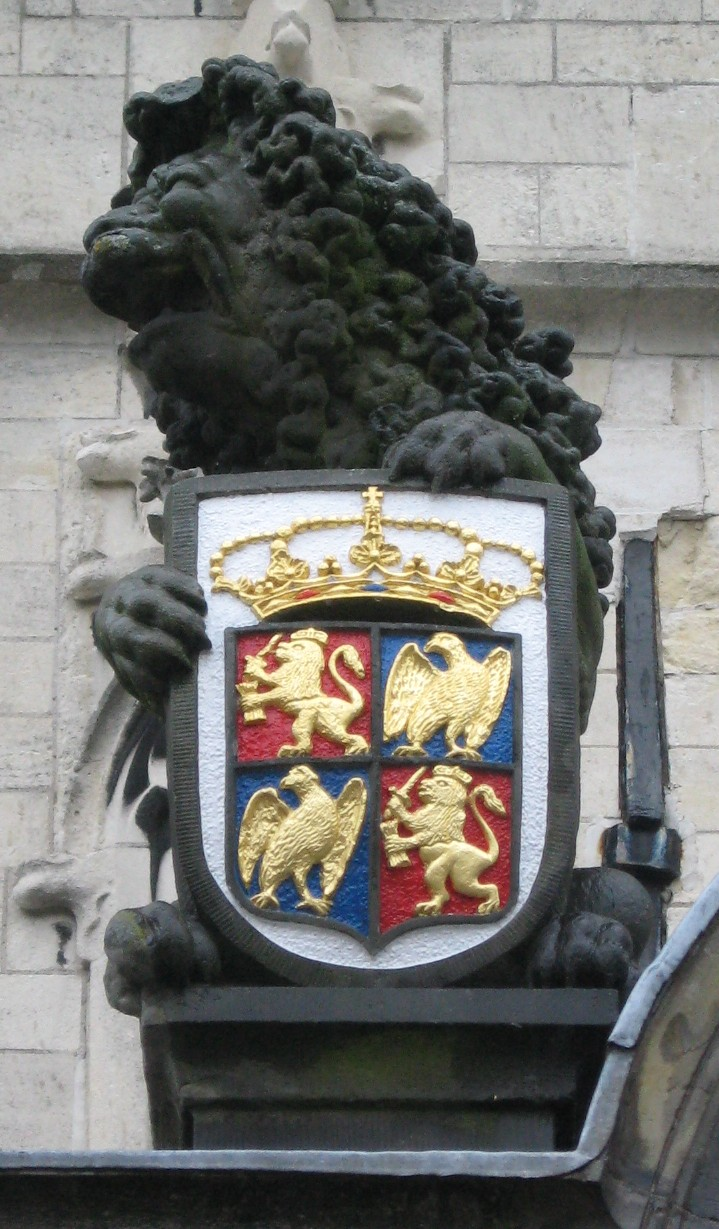
Wapen van het koninkrijk Holland / Lodewijk Napoleon

Ook het Nederlandse verzet liep stuk. Op orders van de keizer reisde een Bataafse regeringsdelegatie naar Parijs af om over de machtswisseling te onderhandelen. Napoleon weigerde echter de afvaardiging te ontvangen, en tot hun grote vernedering moesten de delegatieleden Lodewijk uit naam van het Hollandse volk verzoeken vorst te worden. Een façade van legitimiteit kon niet verhullen dat de Nederlanders een vorst kregen opgedrongen. Op 5 juni 1806 vond de officiële ceremonie plaats. In het bijzijn van de Bataafse delegatie werd Lodewijk Napoleon in Parijs tot vorst van het koninkrijk Holland benoemd.
Louis was nu: "Zijne Majesteit Lodewijk Napoleon door de genade Gods en de constitutie des rijks Koning van Holland, connétable van Frankrijk".
Om de Nederlandse patriciërs aan zijn troon te binden stelde de nieuwe koning op 12 december 1806 een ridderorde, de "Orde van de Unie" in. Nederland kende geen ridderorden maar de orde werd een onverwacht succes. De lijfspreuk van die orde luidde: 'Doe wel en zie niet om'. Een gegeven dat Lodewijk zelf toepaste in zijn manoeuvreren tussen de wensen en eisen van zijn broer aan de ene kant en de noden van Nederland anderzijds.

## Gezagsprobleem
Bij zijn aankomst in Nederland had Lodewijk een gezagsprobleem, omdat de Hollanders een vorst kregen opgedrongen. Bovendien werd na eeuwen de Republiek plots voor een monarchie ingeruild, terwijl de patriotten zich juist fel hadden verzet tegen de stadhouderlijke monarchale ambities. Nederland was tot Lodewijks komst een republiek. Een vorst op de Nederlandse troon was in de ogen van de Hollandse patriotten in strijd met alles waar de zuivere republikeinse traditie en de uitgangspunten van de Bataafse Revolutie voor stonden.
Vreemd genoeg was van verzet nauwelijks sprake. Bij Lodewijks intocht in Den Haag waren slechts her en der toeschouwers te bespeuren, die meer uit nieuwsgierigheid dan enthousiasme een blik van de onbekende vorst wilden opvangen. Op enkele pamfletten na, met kritiek op de Franse koning, van de polemiste Mietje Hulshoff, die daarvoor werd opgesloten, bleven protesten en revolutie uit. Apathisch wachtte het gewone volk wat de nieuwe machthebber hen zou brengen.

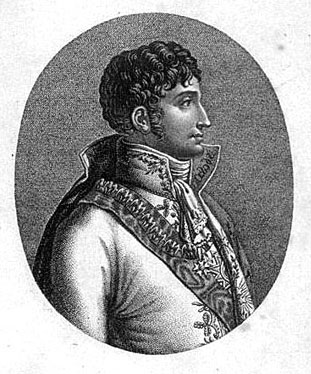
Lodewijk Napoleon

Historici hebben zich afgevraagd waarom verzet uitbleef. Meerdere redenen zijn te geven. Om te beginnen werd Nederland niet ingelijfd bij Frankrijk. Alhoewel Napoleon via zijn broer aan de touwtjes kon trekken, bleef het land in naam onafhankelijk en werden de eigen wetten en religie gehandhaafd, evenals de vrijstelling van dienstplicht. Al met al was de Franse onderwerping niet totaal. In de tweede plaats was de politieke overgang niet abrupt: stadhouder Willem V had al de pretenties van een vorst gehad, terwijl een kleine groep meer bekwame bestuurders aan de touwtjes trok. Daarnaast koesterden veel burgers de hoop dat na de revolutie en de staatsgrepen een sterke man rust zou brengen.
Afgezien van een klein groepje fanatieke orangisten zullen de meeste edelen, regenten en welgestelde burgers blij zijn geweest met een stabiel bestuur dat hun welstand en rol in het bestuur ongemoeid liet.

## Lodewijks bestuur
Al viel het verzet dus mee, de nieuwe vorst nam geen genoegen met de gelatenheid, maar poogde daadwerkelijk de sympathie van het volk te winnen en zijn gezag te rechtvaardigen. Reeds in zijn welkomsttoespraken haastte Lodewijk zich de Hollanders gerust te stellen. Hij mocht dan op Corsica zijn geboren, hij beloofde plechtig het belang van zijn Hollandse onderdanen in het oog te houden.
Lodewijk Napoleon behield ook als koning van Holland zijn Franse functies en waardigheden. Hij was Grand Connétable, hoogste militaire gezagsdrager, van het Keizerrijk. Daarnaast was hij Kolonel-generaal van de karabiniers, Groot Adelaar en Lid van de Grote Raad van het Legioen van Eer, senator, staatsraad en divisie-generaal. Aan elk van deze functies waren ook ruime inkomsten verbonden en de keizer herinnerde zijn broer er in brieven aan dat hij vooral een connétable van het keizerrijk en pas in de tweede plaats een koning was. Lodewijk zag dat duidelijk anders.

### Koning van Holland

Het koninkrijk Holland in 1807

Lodewijk nam zijn taak zo serieus, dat hij taallessen nam bij de hoogleraar David Jacob van Lennep en bij de schrijver en hofdichter Willem Bilderdijk om het Nederlands onder de knie te krijgen. Maar zoals voor alle Franstaligen ging hem de Nederlandse accentuering niet gemakkelijk af. Zo zou hij zichzelf bij een toespraak in Amsterdam (door de Franse neusklank) konijn van Olland genoemd hebben. De historiciteit van deze gebeurtenis staat echter niet vast. Ook Deventer, dat hij op 4 mei 1809 bezocht, beweert dat de koning daar zichzelf konijn genoemd zou hebben. Daarnaast had Lodewijk het Nederlands verheven tot de officiële taal in het bestuur, en hoewel dit besluit vooral was bedoeld om Franse spionnen te dwarsbomen, kreeg hij met zijn taalinteresse wel enige sympathie bij het Nederlandse volk, weliswaar vermengd met meewarigheid.
Een voorbeeld van Lodewijks taalbeheersing is een briefje dat hij in 1807 vanuit de Pyreneeën verstuurde naar minister Willem Frederik Röell, die naar hem onderweg was:

Goed dag mij waard Röell, van doe gij nog in Tarascon, in deze slect en droefig dorp? Waarom zijt gij niet hier bij mij? Zonder Hollands gesel ik con niet al den dagen less nemen, trek dan geshuin en omkeeren in venig van tijd. Gelukig man! Gij ga moë wrouen zien en die vie is moiste en aimableste. Nu gij zal meer galant vorden, maar niet meer bevrindt van uw wriende. Waar wal mij waart tot verder zien in Paris. Pamiers deze wier augustus 1807, Lodewijk. Antwoorde mij in talen hollandsch in Toulouse. Mijn heer Flament heeft gehad mijn book, en screve aan u nog voor een goed less nemen.
— Geciteerd in J.G. Kikkert, Louis Bonaparte koning van Holland, Rotterdam, 1981.

### Rondreizen
Koning Lodewijk sloot zich niet op in zijn Haagse paleis, maar ging regelmatig op tournee. Op zijn rondreizen deed hij de uithoeken van het koninkrijk aan, waar stadhouder Willem V zich zelden of nooit had vertoond. De tournee was niet slechts een slimme daad om sympathie te verwerven, want Lodewijk was daadwerkelijk gegrepen door de problemen die hij in deze afgelegen gebieden tegenkwam en pakte deze voortvarend aan. Zo woedde in Brabant de geheimzinnige zweetziekte, maar zonder angst zijn al wankele gezondheid te schaden, bezocht de koning de slachtoffers. Geschokt door het lijden liet hij meteen de benodigde geneesmiddelen komen, gaf voldoende geld voor de eerste noden, en liet een arts uit Boxmeer halen. Een paar weken later was de epidemie bedwongen. Door als redder in nood op te treden, met altijd een oplossing binnen handbereik, dwong hij respect af.
Daarnaast was een deel van Brabant door overstromingen zwaar getroffen. Een ander belangrijk thema was de teruggave van katholieke kerken die in 1648 aan de protestanten waren toebedeeld en volgens de nieuwe grondwet van 1798 teruggegeven hadden moeten worden aan de katholieken. In 1809 ondernam hij van 13 april tot en met 17 mei 1809 een inspectiereis door de departementen Brabant en Zeeland. Tijdens deze reis werden de dorpen Tilburg, Oosterhout, en Roosendaal tot stad verheven. ’s Konings reis in 1809 had grote culturele, politieke, religieuze en sociale gevolgen voor Noord-Brabant. De reis voerde in het voorjaar van 1809 langs Grave, via Eindhoven, 's-Hertogenbosch, Heusden, Waalwijk, Oosterhout, Tilburg, Steenbergen naar Bergen op Zoom. Tijdens deze reis benadrukte hij dat het voormalige politiek achtergestelde generaliteitsland in het seculiere koninkrijk Holland een gelijkberechtigde plaats innam. Deze reis werd gehouden van 13 april tot en met 3 mei. Daarna volgde de reis tot en met 17 mei naar het departement Zeeland. Tijdens deze reis toonde de koning zich een echte "polderaar". Dit kwam tot uiting dat hij via draagvlak en overleg zaken wilde realiseren. Tevens vormde deze reis de langste reis die een vorst ooit in het koninkrijk Holland heeft gemaakt. 

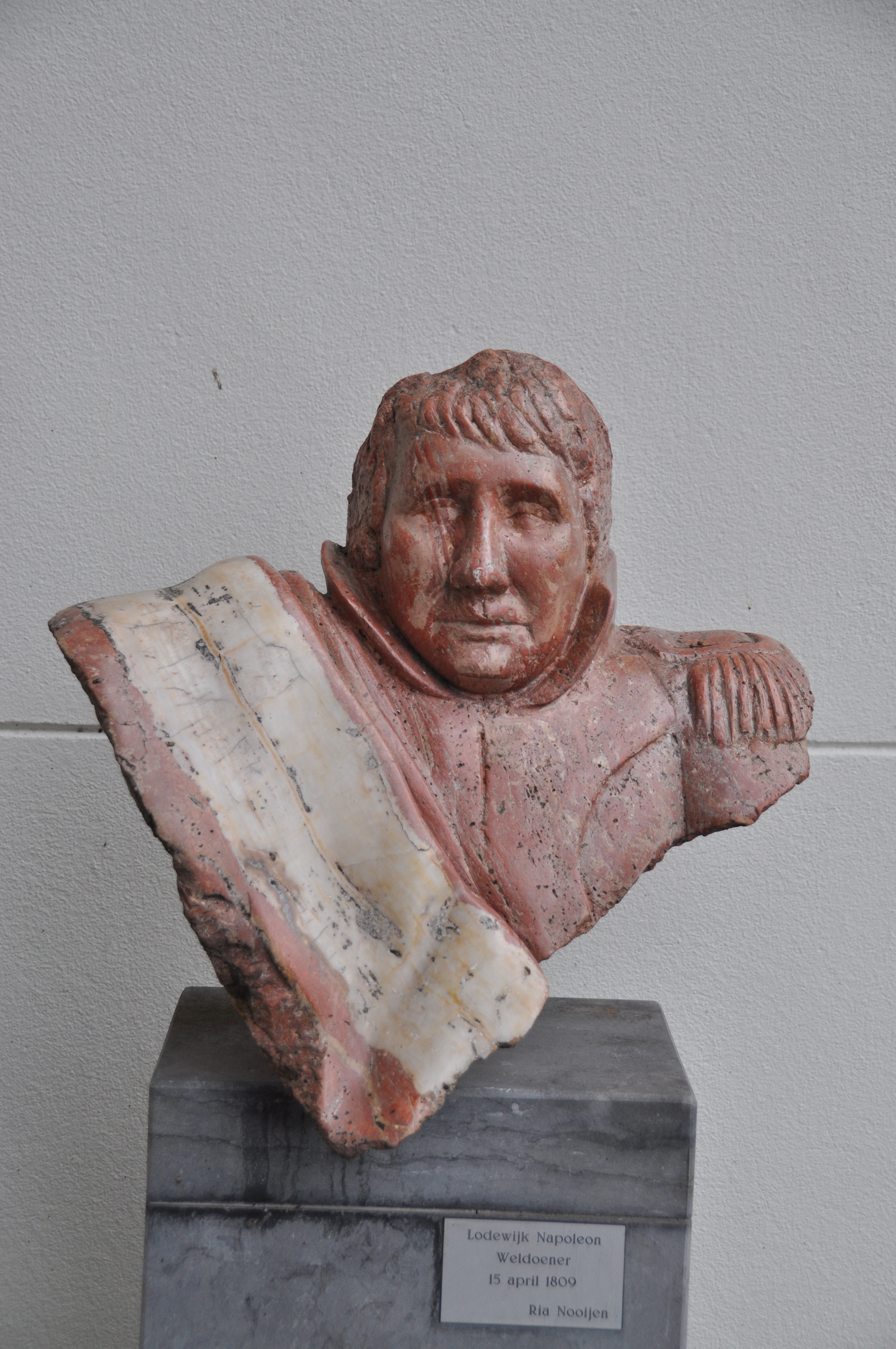
Beeld van Lodewijk Napoleon voor de Hervormde kerk te Aarle

Gedurende de reis verleende de koning persoonlijk bijstand bij een choleraepidemie die in het dorp Aarle (bij Helmond) was uitgebroken. Het is op deze plek waar het enige Nederlandse monument ter herinnering aan koning Lodewijk Napoleon staat.

### Bestuurlijke hervormingen
Rode draad tijdens Lodewijks bewind was het scheppen van nationale eenheid in een land waar het gewestelijk besef diep was geworteld. De koning verstevigde de greep van de centrale overheid op het lokale bestuur. In de ogen van Lodewijk moest het versplinterde Nederland een organische eenheid worden. Steden en gewesten voerden grotendeels een eigen beleid en trokken zich weinig aan van besluiten die in het verre Den Haag werden genomen.
Lodewijk verdeelde het land in negen departementen en stelde aan het hoofd van elk een landdrost, die naar voorbeeld van de Franse prefect op lokaal niveau het regeringsbeleid in het oog hield. Burgemeesters in de grote steden werden voortaan benoemd door de vorst.

### Wetgeving
Direct na zijn aankomst in Holland in juli 1806 pakte Lodewijk de codificatie aan, waarmee men weliswaar in 1798 begonnen was, maar die langzaam in het slop was geraakt. De codificatie moest een einde maken aan de grote diversiteit in wetgeving en rechtspraak in Nederland. Het oorspronkelijke ontwerp voor een eerste Nederlands strafrecht-wetboek, het Lijfstraffelijk Wetboek van 1804, werd voltooid en in 1809 als Crimineel Wetboek voor het Koninkrijk Holland vastgesteld. Hierin werd onder meer eigenrichting (of eigenrigting in de toenmalige spelling-Siegenbeek) als afzonderlijk delict strafbaar gesteld.
De koning kreeg van zijn broer, keizer Napoleon, de opdracht om in Nederland de Franse Code civil, het burgerlijk wetboek, in te voeren. Maar dat deed hij niet. Er kwam in 1809 een Wetboek Napoleon, ingerigt voor het Koningrijk Holland, dat weliswaar geïnspireerd was op het Franse voorbeeld, maar veel eigen vaderlandse wetgeving kende.
In 1809 verscheen nog het Wetboek van Koophandel, dat eveneens een eigen vaderlands wetboek was. Het sluitstuk vormde het Wetboek op de Regterlijke Instellingen en Regtspleging van 1809, waarin de rechterlijke organisatie en het procesrecht werden geregeld. De invoering van deze codificatie werd verhinderd door de inlijving bij Frankrijk in 1810. Toen werd de Franse wetgeving ingevoerd. Na het herstel van de onafhankelijkheid in 1813 is nog even een poging gedaan om de wetboeken van Lodewijk Napoleon als basis te laten dienen voor de nieuwe vaderlandse wetgeving. Maar de aansluiting van België en het feit dat de juristen de Franse wetgeving tijdens de inlijving hadden leren waarderen, verijdelden dat. Lodewijk Napoleon heeft zich met de wetgeving persoonlijk bemoeid. In zoverre was hij een epigoon van zijn keizerlijke broer, die zich ook nadrukkelijk in de beraadslagingen over de wetboeken mengde. Lodewijk Napoleon bewees in deze beraadslagingen een verlicht, maar absoluut vorst te willen zijn. Hij was enerzijds een tegenstander van onterende straffen zoals foltering en dwangarbeid en hechtte aan zijn koninklijk prerogatief (voorrecht) van gratie, anderzijds vond hij, anders dan zijn ministers, dat hij rechters moest kunnen afzetten als ze hem niet bevielen. Daarmee maakte hij bewust een inbreuk op de onafhankelijkheid van de rechterlijke macht en volgde hierin zijn broer.
Religieuze minderheden kregen meer rechten. Joden en katholieken hadden tijdens de Bataafse Revolutie weliswaar dezelfde burgerrechten verkregen als hun protestantse volksgenoten, maar in de praktijk was de discriminatie allerminst verdwenen. Lodewijk verklaarde daarom in 1808 alle religies wettelijk gelijk, nam doelbewust Joden op in zijn ambtenarenapparaat en maakte zich kwaad om de achterstelling van katholieken, die zich genoodzaakt zagen hun missen te vieren in schuurkerken. Als compensatie gaf Lodewijk Napoleon met name in Brabant geld aan de hervormden om er zogenaamde Lodewijkskerkjes mee te bouwen. Door tussenkomst van de koning kregen de katholieken vaak hun kerkgebouw terug. Zo gaf hij de middeleeuwse Sint-Walburgiskerk te Arnhem terug aan de katholieken met een som van 30000 florijnen. Het was keizer Napoleon die in 1810 de Sint-Janskerk in 's-Hertogenbosch aan de katholieken terug gaf. Hij benoemde hier tevens de bisschop bij. In Breda bleef de Onze-Lieve-Vrouwekerk in handen van de hervormden.
Verzet tegen de koninklijke inmenging in de eeuwenoude gebruiken bleef uit. Lodewijk was verstandig genoeg om de lokale machtsbonzen – zowel de adel op het platteland als de stedelijke regentenklasse – in het zadel te houden, als ze maar beloofden zijn beleid uit te voeren. Daarnaast hoopten bestuurders dat een sterk centraal gezag het verval van de eens zo machtige Republiek kon keren. Weliswaar waren ze gebonden aan de stortvloed van ordonnanties die hen vanuit Den Haag overspoelde, maar Lodewijk was tenminste een man die knopen doorhakte. Ook beseften ze dat Lodewijk onherroepelijk van de troon zou worden gestoten als zijn hervormingen faalden: ontevreden over zijn broer zou Napoleon het land meteen inlijven, zodat Nederland aan de dienstplicht moest geloven en elke cent uit de vrijwel lege schatkist moest omdraaien. Liever de koning dan de keizer, was de conclusie.

### Cultuur
Lodewijk was een groot liefhebber van cultuur en wetenschappen. Hij liet daarom verschillende instituten oprichten die in 2020 nog bestaan, in aangepaste vorm bestaan, zoals het Koninklijk Instituut van Wetenschappen, de Koninklijke Bibliotheek en het Rijksmuseum. Zelf bezocht hij graag het Teylers museum te Haarlem. Ook stimuleerde hij de vrije kunsten door verschillende openbare kunsttentoonstellingen te organiseren.

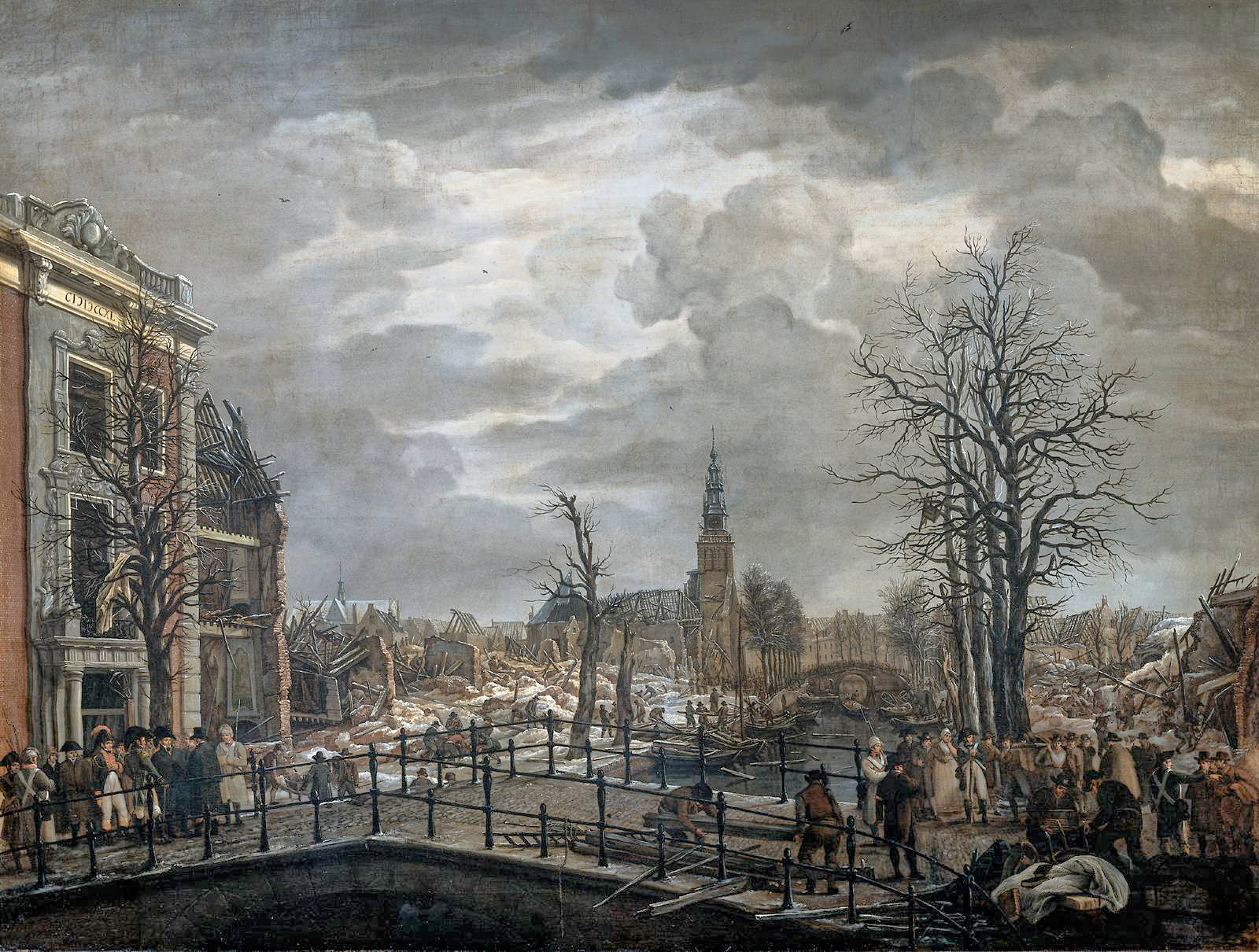
Carel Lodewijk Hansen (1765–1840)
t Raapenburg te Leyden zo als het was 15 January 1807. Andere titel:
Het Rapenburg te Leiden, drie dagen na de ontploffing van het kruitschip op 12 januari 1807. Lodewijk Napoleon bezoekt de slachtoffers van de kruitramp in Leiden. Olieverf op doek, Rijksmuseum Amsterdam.

## Nationale rampen
Door twee nationale catastrofes kreeg Lodewijk onvoorzien de kans zich opnieuw als volkskoning te profileren. Op een kille wintermiddag in januari 1807 ontplofte een schip volgeladen met buskruit in het centrum van Leiden, de zogenaamde Leidse buskruitramp. De klap was tot in Den Haag te horen. Van het kruitschip werd alleen het anker teruggevonden, in een weide buiten de stad. Lodewijk spoedde zich dezelfde dag naar de plaats des onheils, waar hij diep getroffen was door de ravage. Honderden huizen waren van de aardbodem weggevaagd, een hele schoolklas was onder het puin bedolven en tussen de zwartgeblakerde ruïnes trof hij de verdwaasde slachtoffers aan.
De vorst trad doortastend op. Hij zette de koninklijke garde onmiddellijk aan het werk om het puin te ruimen, coördineerde de reddingswerkzaamheden, gaf bakkers in Delft opdracht brood te bakken voor de slachtoffers, ontbood zijn hofchirurg in Leiden en liet Paleis Huis ten Bosch als hospitaal voor de gewonden inrichten. Pas de volgende dag keerde hij terug naar Den Haag. Ook had Lodewijk oog voor de toekomst: hij verbood het vervoer van buskruit door dichtbevolkte plaatsen, richtte een rampenfonds op waarin hij 30.000 gulden stortte en stelde de stad Leiden de komende tien jaren vrij van belasting.
Het volk sloot de vorst meteen in de armen. Overal zong de naam Lodewijk de Goede rond, de Vader der Ongelukkigen. Hofdichter Willem Bilderdijk putte zich uit in lyrische loftuitingen, en een stortvloed aan etsen, gravures en schilderijen zag het licht, die zonder gêne de vorstelijke compassie verheerlijkten. Hij kweekte goodwill voor de monarchie.
Overstromingen in 1809 waren opnieuw aanleiding voor optreden. Hele dorpen werden verzwolgen toen de grote rivieren als gevolg van ijsdammen buiten hun oevers traden, de Betuwe veranderde in een gigantische binnenzee. Zonder een spoor van angst hielp Lodewijk eigenhandig mee de dijken met zandzakken te versterken. Hij coördineerde de hulpacties en bezocht afgelegen dorpen in het gebied om de getroffenen een hart onder de riem te steken. Wederom gaf Lodewijk prentenmakers opdracht zijn goede daden te verbeelden – op de beroemdste gravure spreekt de vorst op een smalle dijk enkele ontredderde dorpsbewoners moed in, het water klotsend om zijn voeten.
Het propagandaoffensief en zijn doortastende optreden hadden groot succes, want tijdens een reis door Noord-Holland vergaf de bevolking van Edam hem zijn Franse afkomst. Toen hij opmerkte te hopen dat de Hollanders eens zouden vergeten dat hij niet in hun land geboren was, zei een oude man: "Dat hebben we sinds Leiden al vergeten."

## Kritiek op de koning
Toch hadden zijn onderdanen niet louter lof voor Lodewijk. Zijn hang naar luxe en monarchale uitstraling viel slecht bij de Hollanders, die tegen de kostbare verhuizingen van Lodewijk waren en tegen de opknapbeurten die hij zijn diverse paleizen gaf. Terwijl "Nederland" straatarm was, gaf de koning, uit privévermogen, enorme bedragen uit aan een aldaar ongekende luxe. Zoveel als mogelijk werden dergelijke opdrachten wel binnen Nederland gegund.
Omdat hij het zeeklimaat van Den Haag slecht voor zijn gezondheid vond, besloot hij in 1807 naar Utrecht te verhuizen, waar hij veel geld spendeerde aan het bewoonbaar maken van een reeks panden aan en bij de Drift, die tot koninklijk paleis werden omgevormd. Hierbij decoreerde hij zijn paleizen hoofdzakelijk met gebeurtenissen uit de Nederlandse geschiedenis.
Lang woonde Lodewijk er niet, want reeds enkele maanden later verhuisde hij weer naar het Amsterdamse Paleis op de Dam, waar hij het Waaggebouw liet afbreken omdat het zijn uitzicht bedierf. In het paleis liet hij een kapel inrichten. Een aantal zilveren voorwerpen liet hij bij zijn vertrek achter. Ze waren te zien in de schatkamer van de Kathedrale Basiliek Sint Bavo. In Amsterdam kon hij niet wennen en daarom bracht hij bij voorkeur zijn tijd door op zijn lommerrijke buitenplaats in Haarlem (Landhuis Welgelegen nu Paviljoen Welgelegen), en in Soestdijk of Amelisweerd.
Een buitenissige aankoop van de koning was een compleet circus. De koning wenste zich een eigen menagerie zoals ook stadhouder Willem V die had bezeten en had de hortus botanicus willen uitbreiden. De collectie dieren werd een jaar lang in de oranjerie of in een kazerne gehuisvest en is vervolgens verkocht. Zilveren bestekken en een tafel zoals de Franse koningen die hadden laten dekken waren uitingen van de pracht en praal waarmee Lodewijk Napoleon zich omringde. Nederland dankt aan hem het empire-meubilair in het Paleis op de Dam en het behoud van het Loo dat door Lodewijk Napoleon gerestaureerd werd.
Lodewijk Napoleon was zeer impulsief. Op een spotprent uit zijn tijd staat hij afgebeeld met een "ordre" in zijn rechterhand en een "contre-ordre" in de linker. Op zijn voorhoofd staat "désordre". Later werd hij wel Lodewijk de Goede genoemd, hoewel eerst slechts de Lamme Koning. Zijn broer, keizer Napoleon, werd in Oost-Nederland (Zwolle) door het volk toegeroepen met "Kiek de Lamme z'n Breur" wat klonk als "Vive l'Empereur".

## Relatie met Napoleon

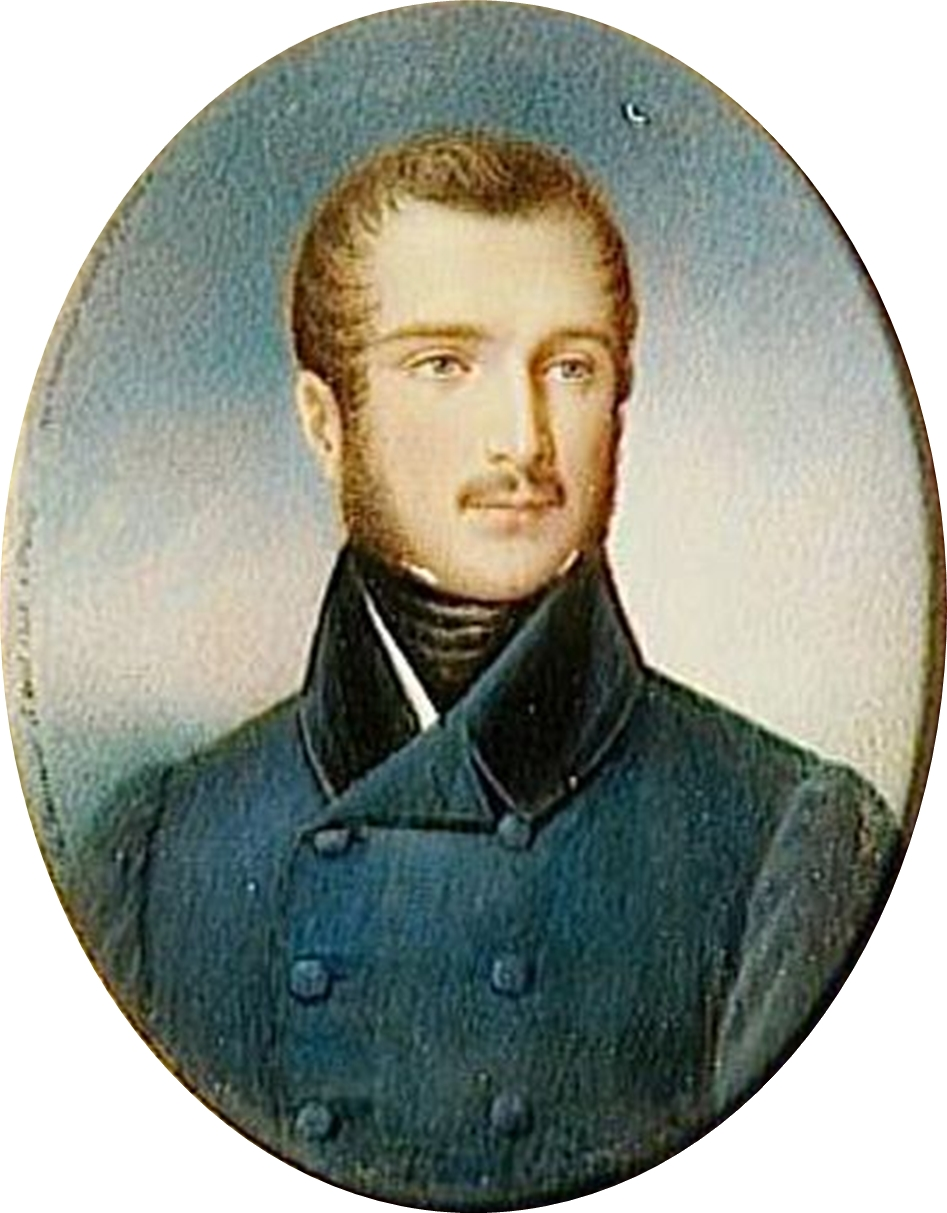
Lodewijks zoon Napoleon Lodewijk op latere leeftijd

Na de troonsafstand van Ferdinand VII van Spanje in 1808 zocht Napoleon een kandidaat voor de vacante Spaanse troon binnen zijn familie. Hij benaderde als eerste zijn broer Lodewijk op 27 maart. Lodewijk reageerde "stekend negatief" op de vraag van zijn oudere broer.
In de loop der jaren raakte Napoleon steeds ontevredener over het beleid van zijn broer. Hij verweet Lodewijk de Nederlandse belangen telkens te laten prevaleren boven de Franse. Alhoewel hij de meeste bevelen van zijn broer uitvoerde, zoals het sluiten van de havens voor Engelse schepen in 1808, nam Lodewijk het inderdaad steeds vaker op voor de Hollandse belangen.
Napoleon maakte zich om te beginnen boos over Lodewijks weigering de dienstplicht in te voeren. De keizer eiste telkens meer soldaten, maar zijn broer hield vol dat hij niet aan de wensen van Napoleon kon voldoen. Op een bevolking van twee miljoen mensen was het een onmogelijke opgave een militaire bijdrage van 40.000 soldaten te leveren. Ook weigerde hij tiërcering van de staatsschuld. Indien hij Napoleons wens opvolgde slechts een derde van de leningen af te lossen, zouden vele private schuldeisers in Nederland hun geld mislopen, wat de toch al wankele economie verder zou verzwakken.
Tevens verzette Lodewijk zich tegen Napoleons eis het Continentaal stelsel strikt na te leven. Om zijn aartsvijand Groot-Brittannië tot overgave te dwingen, had Napoleon alle handel met de Britten verboden. Lodewijk was buiten zichzelf van woede, omdat de blokkade de haperende economie van de zeevarende natie zonder twijfel de genadeslag zou toebrengen. Alhoewel het stelsel onvermijdelijk was en havens op slot gingen, trad hij niet bijzonder hard op tegen smokkelaars, die hun sluikhandel langs de kustlijn onverminderd voortzetten.
Toen een Brits leger in 1809 het Zeeuwse eiland Walcheren onder de voet liep en de strategische vesting Bath veroverde (zie Walcherenexpeditie), zodat de weg naar Antwerpen open lag, stortte Napoleon een nieuwe vloed aan kritiek uit over zijn broer. Hoewel Lodewijk de Britse opmars een tijdig halt toeriep en ziekten de Britse troepen decimeerden, waarop inderhaast verzamelde troepen de vesting wisten te hernemen, hield Napoleon vol dat zijn broer een knoeier was. Zijn weigering om de in Holland impopulaire dienstplicht in te voeren was haast op een succesvolle Britse invasie uitgelopen. Lodewijk werd vervangen als legeraanvoerder door Bernadotte.
In november 1809 vertrok Lodewijk op last van zijn broer naar Parijs, Krayenhoff de opdracht gevend Amsterdam te verdedigen. Na maandenlang geruzie met Napoleon moest hij op 16 maart een traktaat ondertekenen dat het koninkrijk Holland bezuiden de rivieren inlijfde bij Frankrijk, en een blokkade van Engeland accepteren. Teleurgesteld keerde Lodewijk begin april 1810 terug naar Amsterdam, maar wel met een tweede kans. Ondertussen hadden Franse ‘waarnemingstroepen’ onder Oudinot niet alleen de kuststreek tussen de Maas en de Schelde (met de opdracht smokkel tegen te gaan) bezet, maar trokken via Utrecht naar Muiden en Weesp. Half mei verslechterde de zaak door een incident in Amsterdam. Napoleon eiste daarop dat de troepen feestelijk de stad zouden worden binnengehaald, maar Lodewijk weigerde daaraan te voldoen. Hij zond Valckenaer en Röell naar Parijs om te onderhandelen. Lodewijk suggereerde Amsterdam te verdedigen, maar Dumonceau en De Winter waren tegen dat plan. Toen begreep hij dat zijn zaak verloren was, en trad op 1 juli af ten gunste van zijn zoontje Napoleon Lodewijk (met een aantal ministers als regent, want Hortense was opnieuw Amsterdam ontvlucht). In de nacht van 2/3 juli vertrok Lodewijk uit Haarlem en vestigde zich in het Oostenrijkse Graz. Het koninkrijk Holland werd op 9 juli 1810 per decreet (van Rambouillet) ingelijfd bij het Franse keizerrijk. Lodewijks broer Napoleon Bonaparte accepteerde de troonsopvolging door Napoleon Lodewijk niet, waardoor Lodewijk de enige koning van Holland bleef.

## Plaquette Paviljoen Welgelegen
Paviljoen Welgelegen in Haarlem, sinds 1930 het provinciehuis van Noord-Holland, was de favoriete residentie van Lodewijk Napoleon. Aan de gevel bevindt zich een plaquette met een citaat uit de afscheidsproclamatie van Lodewijk Napoleon:
Hollanders, Nimmer zal ik een goed en deugdzaam Volk vergeten, zooals gy zyt: Myne laatste gedachte, zoowel als myne laatste zugt, zullen voor uw geluk zyn.
De plaquette, aangeboden door de stichting Eén en Ander, is op 1 juli 2010 onthuld door Commissaris van de Koningin Johan Remkes, twee eeuwen nadat Lodewijk Napoleon afstand deed van de troon. De plaquette hangt naast de deur waardoor Lodewijk Napoleon in de nacht van 2 op 3 juli 1810 vertrok.

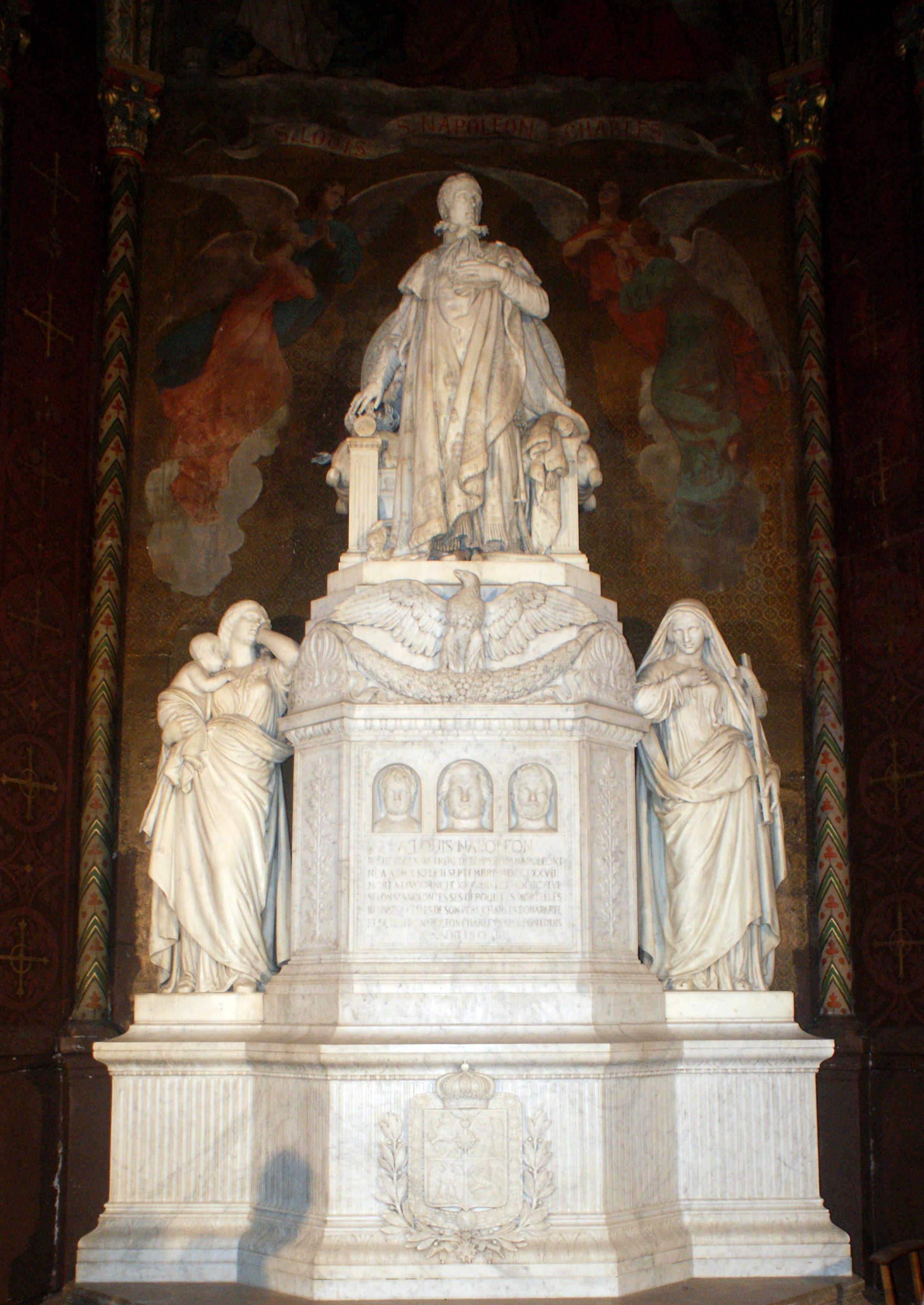
Tombe van Lodewijk Napoleon in de kerk van Saint-Leu-la-Forêt door Louis Petitot

## Na de troonsafstand
Lodewijk had in 1804 twee kastelen in Saint-Leu-la-Forêt gekocht. Hij nam nu de titel graaf van Saint-Leu aan en vestigde zich te Töplitz. Enige zwakke pogingen zijn troon te herwinnen mislukten. Na de vestiging van het Koninkrijk der Nederlanden keerde Lodewijk nog eenmaal terug in Nederland. Het feit dat de Nederlanders hem daarbij op het balkon van zijn hotel toejuichten ontroerde hem zeer, al was het de vraag of de sympathisanten in de eerste plaats vóór Lodewijk of tégen het Huis van Oranje waren. De rest van zijn leven sleet hij in ballingschap te Florence.
Lodewijk, die al jaren gescheiden leefde van zijn vrouw, kon pas na haar dood in 1837 hertrouwen. Hij stierf op 67-jarige leeftijd in Livorno en werd begraven in de Église Saint-Leu-Saint Gilles in de crypte waar ook zijn zoons Napoleon Karel en Napoleon Lodewijk begraven zijn onder zijn monument van de beeldhouwer Louis Petitot.

## Werk
- Documens historiques et réflexions sur le gouvernement de la Hollande (1820)[11], heruitgegeven onder de titel Mémoires de Louis Bonaparte sur sa vie et son règne (uitg. 1928)

## Stamboom
|                                    |                                    |                                      |                                      |                                      |                                      |                                      |                                      |                                     |                                     |                                      |                                      |                                      |                                      |                                      |                                      | Keizer Frans I Stefan (1708–1765) | Keizer Frans I Stefan (1708–1765) | Keizer Frans I Stefan (1708–1765) | Keizer Frans I Stefan (1708–1765) | Keizer Frans I Stefan (1708–1765) | Keizer Frans I Stefan (1708–1765) |                                |                                | Maria Theresia van Oostenrijk (1717-1780) | Maria Theresia van Oostenrijk (1717-1780) | Maria Theresia van Oostenrijk (1717-1780) | Maria Theresia van Oostenrijk (1717-1780) | Maria Theresia van Oostenrijk (1717-1780) | Maria Theresia van Oostenrijk (1717-1780) |                                         |                                         | Karel III van Spanje (1716–1788) | Karel III van Spanje (1716–1788) | Karel III van Spanje (1716–1788)           | Karel III van Spanje (1716–1788)           | Karel III van Spanje (1716–1788)           | Karel III van Spanje (1716–1788)           |                                            |                                            | Maria Amalia van Saksen (1724–1760)            | Maria Amalia van Saksen (1724–1760)            | Maria Amalia van Saksen (1724–1760)            | Maria Amalia van Saksen (1724–1760)            | Maria Amalia van Saksen (1724–1760)            | Maria Amalia van Saksen (1724–1760)            |                                           |                                           |  |  |  |  |  |  |
|                                    |                                    |                                      |                                      |                                      |                                      |                                      |                                      |                                     |                                     |                                      |                                      |                                      |                                      |                                      |                                      | Keizer Frans I Stefan (1708–1765) | Keizer Frans I Stefan (1708–1765) | Keizer Frans I Stefan (1708–1765) | Keizer Frans I Stefan (1708–1765) | Keizer Frans I Stefan (1708–1765) | Keizer Frans I Stefan (1708–1765) |                                |                                | Maria Theresia van Oostenrijk (1717-1780) | Maria Theresia van Oostenrijk (1717-1780) | Maria Theresia van Oostenrijk (1717-1780) | Maria Theresia van Oostenrijk (1717-1780) | Maria Theresia van Oostenrijk (1717-1780) | Maria Theresia van Oostenrijk (1717-1780) |                                         |                                         | Karel III van Spanje (1716–1788) | Karel III van Spanje (1716–1788) | Karel III van Spanje (1716–1788)           | Karel III van Spanje (1716–1788)           | Karel III van Spanje (1716–1788)           | Karel III van Spanje (1716–1788)           |                                            |                                            | Maria Amalia van Saksen (1724–1760)            | Maria Amalia van Saksen (1724–1760)            | Maria Amalia van Saksen (1724–1760)            | Maria Amalia van Saksen (1724–1760)            | Maria Amalia van Saksen (1724–1760)            | Maria Amalia van Saksen (1724–1760)            |                                           |                                           |  |  |  |  |  |  |
|                                    |                                    |                                      |                                      |                                      |                                      |                                      |                                      |                                     |                                     |                                      |                                      |                                      |                                      |                                      |                                      |                                   |                                   |                                   |                                   |                                   |                                   |                                |                                |                                           |                                           |                                           |                                           |                                           |                                           |                                         |                                         |                                  |                                  |                                            |                                            |                                            |                                            |                                            |                                            |                                                |                                                |                                                |                                                |                                                |                                                |                                           |                                           |  |  |  |  |  |  |
|                                    |                                    |                                      |                                      |                                      |                                      |                                      |                                      |                                     |                                     |                                      |                                      |                                      |                                      |                                      |                                      |                                   |                                   |                                   |                                   |                                   |                                   |                                |                                |                                           |                                           |                                           |                                           |                                           |                                           |                                         |                                         |                                  |                                  |                                            |                                            |                                            |                                            |                                            |                                            |                                                |                                                |                                                |                                                |                                                |                                                |                                           |                                           |  |  |  |  |  |  |
|                                    |                                    |                                      |                                      |                                      |                                      |                                      |                                      |                                     |                                     |                                      |                                      |                                      |                                      |                                      |                                      |                                   |                                   |                                   |                                   |                                   |                                   |                                |                                |                                           |                                           |                                           |                                           |                                           |                                           |                                         |                                         |                                  |                                  |                                            |                                            |                                            |                                            |                                            |                                            |                                                |                                                |                                                |                                                |                                                |                                                |                                           |                                           |  |  |  |  |  |  |
|                                    |                                    |                                      |                                      |                                      |                                      |                                      |                                      |                                     |                                     |                                      |                                      |                                      |                                      |                                      |                                      |                                   |                                   |                                   |                                   |                                   |                                   |                                |                                |                                           |                                           |                                           |                                           |                                           |                                           |                                         |                                         |                                  |                                  |                                            |                                            |                                            |                                            |                                            |                                            |                                                |                                                |                                                |                                                |                                                |                                                |                                           |                                           |  |  |  |  |  |  |
| Giuseppe Maria Buonaparte          | Giuseppe Maria Buonaparte          | Giuseppe Maria Buonaparte            | Giuseppe Maria Buonaparte            | Giuseppe Maria Buonaparte            | Giuseppe Maria Buonaparte            |                                      |                                      | Maria Saveria Paravicini            | Maria Saveria Paravicini            | Maria Saveria Paravicini             | Maria Saveria Paravicini             | Maria Saveria Paravicini             | Maria Saveria Paravicini             |                                      |                                      |                                   |                                   | Keizer Leopold II (1747-1792)     | Keizer Leopold II (1747-1792)     | Keizer Leopold II (1747-1792)     | Keizer Leopold II (1747-1792)     | Keizer Leopold II (1747-1792)  | Keizer Leopold II (1747-1792)  |                                           |                                           | Marie Louise van Spanje (1745–1792)       | Marie Louise van Spanje (1745–1792)       | Marie Louise van Spanje (1745–1792)       | Marie Louise van Spanje (1745–1792)       | Marie Louise van Spanje (1745–1792)     | Marie Louise van Spanje (1745–1792)     |                                  |                                  | Ferdinand I der Beide Siciliën (1751–1825) | Ferdinand I der Beide Siciliën (1751–1825) | Ferdinand I der Beide Siciliën (1751–1825) | Ferdinand I der Beide Siciliën (1751–1825) | Ferdinand I der Beide Siciliën (1751–1825) | Ferdinand I der Beide Siciliën (1751–1825) |                                                |                                                | Maria Carolina van Oostenrijk (1752-1814)      | Maria Carolina van Oostenrijk (1752-1814)      | Maria Carolina van Oostenrijk (1752-1814)      | Maria Carolina van Oostenrijk (1752-1814)      | Maria Carolina van Oostenrijk (1752-1814) | Maria Carolina van Oostenrijk (1752-1814) |  |  |  |  |  |  |
| Giuseppe Maria Buonaparte          | Giuseppe Maria Buonaparte          | Giuseppe Maria Buonaparte            | Giuseppe Maria Buonaparte            | Giuseppe Maria Buonaparte            | Giuseppe Maria Buonaparte            |                                      |                                      | Maria Saveria Paravicini            | Maria Saveria Paravicini            | Maria Saveria Paravicini             | Maria Saveria Paravicini             | Maria Saveria Paravicini             | Maria Saveria Paravicini             |                                      |                                      |                                   |                                   | Keizer Leopold II (1747-1792)     | Keizer Leopold II (1747-1792)     | Keizer Leopold II (1747-1792)     | Keizer Leopold II (1747-1792)     | Keizer Leopold II (1747-1792)  | Keizer Leopold II (1747-1792)  |                                           |                                           | Marie Louise van Spanje (1745–1792)       | Marie Louise van Spanje (1745–1792)       | Marie Louise van Spanje (1745–1792)       | Marie Louise van Spanje (1745–1792)       | Marie Louise van Spanje (1745–1792)     | Marie Louise van Spanje (1745–1792)     |                                  |                                  | Ferdinand I der Beide Siciliën (1751–1825) | Ferdinand I der Beide Siciliën (1751–1825) | Ferdinand I der Beide Siciliën (1751–1825) | Ferdinand I der Beide Siciliën (1751–1825) | Ferdinand I der Beide Siciliën (1751–1825) | Ferdinand I der Beide Siciliën (1751–1825) |                                                |                                                | Maria Carolina van Oostenrijk (1752-1814)      | Maria Carolina van Oostenrijk (1752-1814)      | Maria Carolina van Oostenrijk (1752-1814)      | Maria Carolina van Oostenrijk (1752-1814)      | Maria Carolina van Oostenrijk (1752-1814) | Maria Carolina van Oostenrijk (1752-1814) |  |  |  |  |  |  |
|                                    |                                    |                                      |                                      |                                      |                                      |                                      |                                      |                                     |                                     |                                      |                                      |                                      |                                      |                                      |                                      |                                   |                                   |                                   |                                   |                                   |                                   |                                |                                |                                           |                                           |                                           |                                           |                                           |                                           |                                         |                                         |                                  |                                  |                                            |                                            |                                            |                                            |                                            |                                            |                                                |                                                |                                                |                                                |                                                |                                                |                                           |                                           |  |  |  |  |  |  |
|                                    |                                    |                                      |                                      |                                      |                                      |                                      |                                      |                                     |                                     |                                      |                                      |                                      |                                      |                                      |                                      |                                   |                                   |                                   |                                   |                                   |                                   |                                |                                |                                           |                                           |                                           |                                           |                                           |                                           |                                         |                                         |                                  |                                  |                                            |                                            |                                            |                                            |                                            |                                            |                                                |                                                |                                                |                                                |                                                |                                                |                                           |                                           |  |  |  |  |  |  |
| Carlo Maria Buonaparte (1746-1785) | Carlo Maria Buonaparte (1746-1785) | Carlo Maria Buonaparte (1746-1785)   | Carlo Maria Buonaparte (1746-1785)   | Carlo Maria Buonaparte (1746-1785)   | Carlo Maria Buonaparte (1746-1785)   |                                      |                                      | Maria Laetitia Ramolino (1750-1836) | Maria Laetitia Ramolino (1750-1836) | Maria Laetitia Ramolino (1750-1836)  | Maria Laetitia Ramolino (1750-1836)  | Maria Laetitia Ramolino (1750-1836)  | Maria Laetitia Ramolino (1750-1836)  |                                      |                                      | Joseph Tascher de la Pagerie      | Joseph Tascher de la Pagerie      | Joseph Tascher de la Pagerie      | Joseph Tascher de la Pagerie      | Joseph Tascher de la Pagerie      | Joseph Tascher de la Pagerie      |                                |                                | Rose-Claire des Vergers de Sanois         | Rose-Claire des Vergers de Sanois         | Rose-Claire des Vergers de Sanois         | Rose-Claire des Vergers de Sanois         | Rose-Claire des Vergers de Sanois         | Rose-Claire des Vergers de Sanois         |                                         |                                         | Keizer Frans II (1768-1835)      | Keizer Frans II (1768-1835)      | Keizer Frans II (1768-1835)                | Keizer Frans II (1768-1835)                | Keizer Frans II (1768-1835)                | Keizer Frans II (1768-1835)                |                                            |                                            | Maria Theresia van Bourbon-Sicilië (1772-1807) | Maria Theresia van Bourbon-Sicilië (1772-1807) | Maria Theresia van Bourbon-Sicilië (1772-1807) | Maria Theresia van Bourbon-Sicilië (1772-1807) | Maria Theresia van Bourbon-Sicilië (1772-1807) | Maria Theresia van Bourbon-Sicilië (1772-1807) |                                           |                                           |  |  |  |  |  |  |
| Carlo Maria Buonaparte (1746-1785) | Carlo Maria Buonaparte (1746-1785) | Carlo Maria Buonaparte (1746-1785)   | Carlo Maria Buonaparte (1746-1785)   | Carlo Maria Buonaparte (1746-1785)   | Carlo Maria Buonaparte (1746-1785)   |                                      |                                      | Maria Laetitia Ramolino (1750-1836) | Maria Laetitia Ramolino (1750-1836) | Maria Laetitia Ramolino (1750-1836)  | Maria Laetitia Ramolino (1750-1836)  | Maria Laetitia Ramolino (1750-1836)  | Maria Laetitia Ramolino (1750-1836)  |                                      |                                      | Joseph Tascher de la Pagerie      | Joseph Tascher de la Pagerie      | Joseph Tascher de la Pagerie      | Joseph Tascher de la Pagerie      | Joseph Tascher de la Pagerie      | Joseph Tascher de la Pagerie      |                                |                                | Rose-Claire des Vergers de Sanois         | Rose-Claire des Vergers de Sanois         | Rose-Claire des Vergers de Sanois         | Rose-Claire des Vergers de Sanois         | Rose-Claire des Vergers de Sanois         | Rose-Claire des Vergers de Sanois         |                                         |                                         | Keizer Frans II (1768-1835)      | Keizer Frans II (1768-1835)      | Keizer Frans II (1768-1835)                | Keizer Frans II (1768-1835)                | Keizer Frans II (1768-1835)                | Keizer Frans II (1768-1835)                |                                            |                                            | Maria Theresia van Bourbon-Sicilië (1772-1807) | Maria Theresia van Bourbon-Sicilië (1772-1807) | Maria Theresia van Bourbon-Sicilië (1772-1807) | Maria Theresia van Bourbon-Sicilië (1772-1807) | Maria Theresia van Bourbon-Sicilië (1772-1807) | Maria Theresia van Bourbon-Sicilië (1772-1807) |                                           |                                           |  |  |  |  |  |  |
|                                    |                                    |                                      |                                      |                                      |                                      |                                      |                                      |                                     |                                     |                                      |                                      |                                      |                                      |                                      |                                      |                                   |                                   |                                   |                                   |                                   |                                   |                                |                                |                                           |                                           |                                           |                                           |                                           |                                           |                                         |                                         |                                  |                                  |                                            |                                            |                                            |                                            |                                            |                                            |                                                |                                                |                                                |                                                |                                                |                                                |                                           |                                           |  |  |  |  |  |  |
|                                    |                                    |                                      |                                      |                                      |                                      |                                      |                                      |                                     |                                     |                                      |                                      |                                      |                                      |                                      |                                      |                                   |                                   |                                   |                                   |                                   |                                   |                                |                                |                                           |                                           |                                           |                                           |                                           |                                           |                                         |                                         |                                  |                                  |                                            |                                            |                                            |                                            |                                            |                                            |                                                |                                                |                                                |                                                |                                                |                                                |                                           |                                           |  |  |  |  |  |  |
|                                    |                                    |                                      |                                      |                                      |                                      |                                      |                                      |                                     |                                     |                                      |                                      |                                      |                                      |                                      |                                      |                                   |                                   |                                   |                                   |                                   |                                   |                                |                                |                                           |                                           |                                           |                                           |                                           |                                           |                                         |                                         |                                  |                                  |                                            |                                            |                                            |                                            |                                            |                                            |                                                |                                                |                                                |                                                |                                                |                                                |                                           |                                           |  |  |  |  |  |  |
|                                    |                                    |                                      |                                      |                                      |                                      |                                      |                                      |                                     |                                     |                                      |                                      |                                      |                                      |                                      |                                      |                                   |                                   |                                   |                                   |                                   |                                   |                                |                                |                                           |                                           |                                           |                                           |                                           |                                           |                                         |                                         |                                  |                                  |                                            |                                            |                                            |                                            |                                            |                                            |                                                |                                                |                                                |                                                |                                                |                                                |                                           |                                           |  |  |  |  |  |  |
|                                    |                                    | Alexandre de Beauharnais (1760-1794) | Alexandre de Beauharnais (1760-1794) | Alexandre de Beauharnais (1760-1794) | Alexandre de Beauharnais (1760-1794) | Alexandre de Beauharnais (1760-1794) | Alexandre de Beauharnais (1760-1794) |                                     |                                     | Joséphine de Beauharnais (1763-1814) | Joséphine de Beauharnais (1763-1814) | Joséphine de Beauharnais (1763-1814) | Joséphine de Beauharnais (1763-1814) | Joséphine de Beauharnais (1763-1814) | Joséphine de Beauharnais (1763-1814) |                                   |                                   | Napoleon Bonaparte (1769-1821)    | Napoleon Bonaparte (1769-1821)    | Napoleon Bonaparte (1769-1821)    | Napoleon Bonaparte (1769-1821)    | Napoleon Bonaparte (1769-1821) | Napoleon Bonaparte (1769-1821) |                                           |                                           | Marie Louise van Oostenrijk (1791–1847)   | Marie Louise van Oostenrijk (1791–1847)   | Marie Louise van Oostenrijk (1791–1847)   | Marie Louise van Oostenrijk (1791–1847)   | Marie Louise van Oostenrijk (1791–1847) | Marie Louise van Oostenrijk (1791–1847) |                                  |                                  |                                            |                                            |                                            |                                            |                                            |                                            |                                                |                                                |                                                |                                                |                                                |                                                |                                           |                                           |  |  |  |  |  |  |
|                                    |                                    | Alexandre de Beauharnais (1760-1794) | Alexandre de Beauharnais (1760-1794) | Alexandre de Beauharnais (1760-1794) | Alexandre de Beauharnais (1760-1794) | Alexandre de Beauharnais (1760-1794) | Alexandre de Beauharnais (1760-1794) |                                     |                                     | Joséphine de Beauharnais (1763-1814) | Joséphine de Beauharnais (1763-1814) | Joséphine de Beauharnais (1763-1814) | Joséphine de Beauharnais (1763-1814) | Joséphine de Beauharnais (1763-1814) | Joséphine de Beauharnais (1763-1814) |                                   |                                   | Napoleon Bonaparte (1769-1821)    | Napoleon Bonaparte (1769-1821)    | Napoleon Bonaparte (1769-1821)    | Napoleon Bonaparte (1769-1821)    | Napoleon Bonaparte (1769-1821) | Napoleon Bonaparte (1769-1821) |                                           |                                           | Marie Louise van Oostenrijk (1791–1847)   | Marie Louise van Oostenrijk (1791–1847)   | Marie Louise van Oostenrijk (1791–1847)   | Marie Louise van Oostenrijk (1791–1847)   | Marie Louise van Oostenrijk (1791–1847) | Marie Louise van Oostenrijk (1791–1847) |                                  |                                  |                                            |                                            |                                            |                                            |                                            |                                            |                                                |                                                |                                                |                                                |                                                |                                                |                                           |                                           |  |  |  |  |  |  |
|                                    |                                    |                                      |                                      |                                      |                                      |                                      |                                      |                                     |                                     |                                      |                                      |                                      |                                      |                                      |                                      |                                   |                                   |                                   |                                   |                                   |                                   |                                |                                |                                           |                                           |                                           |                                           |                                           |                                           |                                         |                                         |                                  |                                  |                                            |                                            |                                            |                                            |                                            |                                            |                                                |                                                |                                                |                                                |                                                |                                                |                                           |                                           |  |  |  |  |  |  |
| Lodewijk Napoleon (1778–1846)      | Lodewijk Napoleon (1778–1846)      | Lodewijk Napoleon (1778–1846)        | Lodewijk Napoleon (1778–1846)        | Lodewijk Napoleon (1778–1846)        | Lodewijk Napoleon (1778–1846)        |                                      |                                      | Hortense de Beauharnais (1783-1837) | Hortense de Beauharnais (1783-1837) | Hortense de Beauharnais (1783-1837)  | Hortense de Beauharnais (1783-1837)  | Hortense de Beauharnais (1783-1837)  | Hortense de Beauharnais (1783-1837)  |                                      |                                      |                                   |                                   |                                   |                                   |                                   |                                   | Napoleon II (1811-1832)        | Napoleon II (1811-1832)        | Napoleon II (1811-1832)                   | Napoleon II (1811-1832)                   | Napoleon II (1811-1832)                   | Napoleon II (1811-1832)                   |                                           |                                           |                                         |                                         |                                  |                                  |                                            |                                            |                                            |                                            |                                            |                                            |                                                |                                                |                                                |                                                |                                                |                                                |                                           |                                           |  |  |  |  |  |  |
| Lodewijk Napoleon (1778–1846)      | Lodewijk Napoleon (1778–1846)      | Lodewijk Napoleon (1778–1846)        | Lodewijk Napoleon (1778–1846)        | Lodewijk Napoleon (1778–1846)        | Lodewijk Napoleon (1778–1846)        |                                      |                                      | Hortense de Beauharnais (1783-1837) | Hortense de Beauharnais (1783-1837) | Hortense de Beauharnais (1783-1837)  | Hortense de Beauharnais (1783-1837)  | Hortense de Beauharnais (1783-1837)  | Hortense de Beauharnais (1783-1837)  |                                      |                                      |                                   |                                   |                                   |                                   |                                   |                                   | Napoleon II (1811-1832)        | Napoleon II (1811-1832)        | Napoleon II (1811-1832)                   | Napoleon II (1811-1832)                   | Napoleon II (1811-1832)                   | Napoleon II (1811-1832)                   |                                           |                                           |                                         |                                         |                                  |                                  |                                            |                                            |                                            |                                            |                                            |                                            |                                                |                                                |                                                |                                                |                                                |                                                |                                           |                                           |  |  |  |  |  |  |
|                                    |                                    |                                      |                                      |                                      |                                      |                                      |                                      |                                     |                                     |                                      |                                      |                                      |                                      |                                      |                                      |                                   |                                   |                                   |                                   |                                   |                                   |                                |                                |                                           |                                           |                                           |                                           |                                           |                                           |                                         |                                         |                                  |                                  |                                            |                                            |                                            |                                            |                                            |                                            |                                                |                                                |                                                |                                                |                                                |                                                |                                           |                                           |  |  |  |  |  |  |
|                                    |                                    |                                      |                                      | Napoleon III (1808-1873)             |                                      |                                      |                                      |                                     |                                     |                                      |                                      |                                      |                                      |                                      |                                      |                                   |                                   |                                   |                                   |                                   |                                   |                                |                                |                                           |                                           |                                           |                                           |                                           |                                           |                                         |                                         |                                  |                                  |                                            |                                            |                                            |                                            |                                            |                                            |                                                |                                                |                                                |                                                |                                                |                                                |                                           |                                           |  |  |  |  |  |  |

Napoleon I · Napoleon II · Jozef · Lodewijk · Napoleon III · Napoleon Eugène Lodewijk · Napoleon Jozef Karel Paul · Napoleon Victor · Lodewijk · Charles Bonaparte
- Biblioteca Nacional de España: XX5539087
- Bibliothèque nationale de France: cb12653242q (data)
- Biografisch Portaal: 34860125
- Digitale Bibliotheek voor de Nederlandse Letteren: bona001
- Gemeinsame Normdatei: 118896156
- International Standard Name Identifier: 0000 0001 2123 1607
- Library of Congress Control Number: n84078645
- National Archives and Records Administration: 10568825
- Nationale Bibliotheek van Tsjechië: jx20070328001
- Nationale Bibliotheek van Israël: 987007264734505171
- Nationale Bibliotheek van Polen: a0000002034993
- Nationale en Universitaire bibliotheek Zagreb: 000731584
- Nederlandse Thesaurus van Auteursnamen: 069661642
- Parlement.com: vg9fgopuz1zo
- RKD-Nederlands Instituut voor Kunstgeschiedenis: 414531
- Istituto Centrale per il Catalogo Unico: TO0V015124
- LIBRIS: 300294
- SNAC: w6gq7432
- Système universitaire de documentation: 050615424
- Union List of Artist Names: 500438506
- Virtual International Authority File: 19800061
- WorldCat: E39PBJhXdQ8dgfg6GVXGvkhGpP